# Ni2 Canis Majoris
Ni² Canis Majoris (7 CMa, ν² CMa, HD 47205) – pojedyncza gwiazda w gwiazdozbiorze Wielkiego Psa, będąca olbrzymem o typie widmowym K1 III. Znajduje się około 64,6 lat świetlnych od Słońca.

## Charakterystyka
7 CMa o obserwowalnej wielkości gwiazdowej 3,91m jest gwiazdą widoczną nieuzbrojonym okiem dla obserwatora z obu półkul. W Polsce widoczna zimą na południowy wschód od Syriusza, najjaśniejszej gwiazdy gwiazdozbioru Wielkiego Psa, a równocześnie najjaśniejszej obecnie gwiazdy nocnego nieba.
Gwiazda liczy około 4,3 miliardów lat i jest bogatym w metale pomarańczowym olbrzymem typu widmowego K1 III o temperaturze 4826 K (4552,85 °C). Najnowsze i najdokładniejsze dane z 2019 roku, zebrane na podstawie obserwacji w Lick Observatory wykazały, że masa 7 CMa wynosi około 1,34 Mʘ, natomiast promień 4,87 Rʘ.

## Układ planetarny
7 CMa posiada układ planetarny złożony z dwóch gazowych olbrzymów. Składnik 7 CMa b, odkryty w 2011 roku. Ma masę 1,85 MJ (588 M⨁) i okrąża 7 CMa w średniej odległości 1,758 AU, w ciągu 735 dni. Druga planeta 7 CMa c została odkryta w 2019 roku. Masa planety wynosi 0,87 MJ (277 M⨁) i okrąża gwiazdę w średniej odległości 2,153 AU, w ciągu 996 dni. Obie planety zostały odkryte metodą pomiaru prędkości radialnych.